# Guadarrama nationalpark
Sierra de Guadarrama nationalpark (spanska: Parque Nacional de la Sierra de Guadarrama) är en nationalpark i Spanien. Parkens area är omkring 34 000 hektar, vilket gör den till Spaniens femte största nationalpark.